# Innocence Project
Das Innocence Project ist eine US-amerikanische Non-Profit-Organisation, die sich um die Aufklärung von Justizirrtümern bemüht.

## Arbeitsweise
Das Projekt wurde 1992 von Barry Scheck, Rechtsprofessor an der Benjamin N. Cardozo School of Law der Yeshiva University in New York City und einem der Verteidiger im Prozess gegen O. J. Simpson, sowie Peter Neufeld im Jahr 1992 ins Leben gerufen. Es beschäftigt derzeit fünf Anwälte und etwa 20 Jurastudenten, die pro bono für aufgrund von Indizien Verurteilte arbeiten, die ihre Unschuld beteuern und eine Wiederaufnahme ihres Verfahrens anstreben. Dazu werden in der Regel nachträgliche DNA-Analysen an Beweismitteln in Auftrag gegeben. Solche Verfahren standen oft zum Zeitpunkt der Verurteilung noch nicht zur Verfügung, in anderen Fällen konnten sich die Angeklagten keine aufwändigen Ermittlungen leisten oder wurden unzureichend anwaltlich vertreten.
Über 6000 Fälle werden derzeit (2011) evaluiert, pro Jahr gibt es etwa 3000 neue Anfragen. Seit Bestehen des Projekts wurde die Unschuld von über 350 Personen (Status quo 13. November 2019: 367 Personen), davon 21 zur Todesstrafe Verurteilten, bewiesen. Durchschnittlich verbrachten diese Personen 14 Jahre in Haft, bevor sie rehabilitiert wurden. In ca. 70 % dieser Fälle kam es zu falschen Identifizierungen durch Augenzeugen, in über 15 % waren Falschaussagen von Informanten eine Ursache für das Fehlurteil. In fast 25 % der Fälle legten die Angeklagten im Verlauf des Verfahrens falsche Geständnisse ab, weil sie von den Ermittlungsbehörden unter Druck gesetzt wurden oder sich dadurch ein milderes Urteil erhofften.
Das Projekt setzt sich auch für angemessene Haftentschädigungen für zu Unrecht Inhaftierte ein und fordert von den Bundesstaaten die Schaffung gesetzlicher Grundlagen für einen Rechtsanspruch auf Durchführung von DNA-Tests sowie die Einsetzung von Kommissionen zur Untersuchung der Ursachen von Justizirrtümern. Mit anderen Organisationen gleicher Zielsetzung ist es im Innocence Network vernetzt.
In Deutschland wurde im Jahr 2020 in Anlehnung an das amerikanische Innocence Project das Projekt Fehlurteil und Wiederaufnahme gegründet.

## Beispiele
- Darryl Hunt wurde 2004 entlastet, nachdem er 19½ Jahre unschuldig wegen Vergewaltigung und Mordes eingesessen hatte.
- James Calvin Tillman wurde 2007 entlastet, nachdem er 16½ Jahren unschuldig wegen Vergewaltigung gesessen hatte.
- Lynn DeJac wurde 2007 nach dreizehneinhalb Jahren entlastet und entlassen. Sie war unschuldig wegen Mordes verurteilt worden. Sie führt einen Prozess gegen den Staat New York.[3]
- 2007 wurde Floyd Brown entlastet. Er hatte wegen des Mordes an einer 80 Jahre alten Frau in Wadesboro eingesessen. Brown hat die geistigen Fähigkeiten eines Siebenjährigen. Einziges Indiz war ein gefälschter Bericht eines State Bureau of Investigation-Agenten gewesen, ein Geständnis lag nie vor. Der gefälschte Bericht des Agenten war auf einem sprachlichen Niveau verfasst, das Floyd selbst nicht hätte erreichen können. Floyd wurde nicht die Möglichkeit eingeräumt, sich gegen den Vorwurf zu wehren, weil man ihn als nicht verhandlungsfähig ansah. Floyd Brown klagt wegen dieser eklatanten Rechtsverstöße gegen den Staat North Carolina.[4]
- Im Juni 2010 erhielt Barry Gibbs von der Stadt New York den höchsten Schadensersatz, der von der Stadt je gezahlt wurde, in Höhe von 9,9 Millionen Dollar.[5] Ihm war fälschlicherweise der Mord an der Prostituierten Virginia Robertson vorgeworfen worden. Er war im Zusammenhang mit der Untersuchung des Falles um Louis Eppolito und Stephen Caracappa belastet worden. Da er unschuldig war, bereute er seine angeblichen Taten nicht. Die Behörden verweigerten eine Begnadigung, weil er seine Taten nicht bereute. Als Eppolito wegen mehrfachen Mordes schuldig gesprochen wurde, kam entlastendes Material zum Vorschein.[6]
- Im September 2010, kurz vor seiner Hinrichtung, wurde Kevin Keith vom Gouverneur Ohios, Ted Strickland, begnadigt[7]. Das Innocent Project von Ohio hatte ihn unterstützt.[8][9]
- Greg Taylor verbrachte 17 Jahre unschuldig im Gefängnis wegen Mordes und wurde im Februar 2010 begnadigt, kurz vor dem Termin seiner geplanten Hinrichtung.
- Steven Avery verbrachte 18 Jahre (1985–2003) unschuldig im Gefängnis in Wisconsin wegen einer Vergewaltigung. Die Geschichte der ersten sowie einer erneuten Verurteilung aufgrund eines Mordes 2005 ist Gegenstand der Dokumentation Making a Murderer (Netflix, 2015)